# Gerichtsbezirk Engelhartszell
Der Gerichtsbezirk Engelhartszell (anfangs Gerichtsbezirk Engelszell) war ein dem Bezirksgericht Engelhartszell unterstehender Gerichtsbezirk im Bezirk Schärding (Bundesland Oberösterreich). Der Gerichtsbezirk wurde per 1. Jänner 2003 aufgelöst und das Gebiet dem Gerichtsbezirk  Schärding zugewiesen.

## Geschichte
Der Gerichtsbezirk Engelhartszell wurde durch einen Erlass des k.k. Oberlandesgerichtes Linz am 4. Juli 1850 geschaffen und umfasste ursprünglich die 23 Steuergemeinden Altendorf, Aschenberg, Au, Engelhartszell, Entholzen, Ginzelsdorf, Glatzing, Hackendorf, Kiesdorf, Kopfing, Kösseldorf, Neukirchendorf, Oberaichberg, Pyrawang, Ried, Schauern, St. Aegidi, Stadl, Unteraichberg, Urschendorf, Vichtenstein, Wesenurfahr und Wetzendorf.
Der Gerichtsbezirk bildete im Zuge der Trennung der politischen von der judikativen Verwaltung
ab 1868 gemeinsam mit Gerichtsbezirken Peuerbach, Raab und Schärding den Bezirk Schärding.
Mit der Bezirksgerichts-Verordnung der Österreichischen Bundesregierung wurde am 12. November 2002 die Auflösung des Gerichtsbezirks Engelhartszell und die Zuweisung des Gebietes zum Gerichtsbezirk Schärdingbeschlossen. Mit dem 1. Jänner 2003 trat die Verordnung in Kraft.

## Gerichtssprengel
Der Gerichtssprengel umfasste zum Zeitpunkt der Auflösung die sieben Gemeinden Engelhartszell, Esternberg, Kopfing im Innkreis, Sankt Aegidi, St. Roman, Vichtenstein und Waldkirchen am Wesen.